# Emilio Díaz Seminario
Manuel Emilio Díaz Seminario (Sullana, 1828-Lima, 9 de octubre de 1906), fue un marino peruano. Hermano materno del gran almirante Miguel Grau.

## Biografía
Hijo del matrimonio formado por Pío Díaz (capitán colombiano del Ejército Libertador de Bolívar) y Luisa Seminario (perteneciente a una de las familias principales de Piura). Nació en la hacienda Huangalá (en el valle del Chira, al norte de la actual Sullana), propiedad de su abuela materna. Fue bautizado el 28 de noviembre de 1828, en La Punta (Sullana). Tuvo dos hermanos, de padre y madre, así como cuatro hermanos maternos; uno de estos fue Miguel Grau Seminario.
Estudió en el colegio de Clemente Noel y fue admitido en la marina en 1847, como guardiamarina cursante en el Colegio Naval Militar. 
En 1850 fue embarcado en el bergantín Guise y al año siguiente pasó a la corbeta francesa Serieuse, viajando a Oceanía y luego a Europa. Desembarcado en Brest, retornó al Perú a bordo de la fragata Amazonas, recién adquirida por el gobierno peruano. 
En 1855, ya como teniente primero, se le dio el mando del pailebote Vigilante, donde tuvo a sus órdenes a su medio hermano Miguel Grau, que entonces era guardiamarina. 
En 1856, fue nombrado segundo comandante del vapor Ucayali. Pasó luego al vapor Izcuchaca. Durante la guerra civil de 1856-1858 se mantuvo leal al gobierno, a diferencia de otros marinos como Miguel Grau y Lizardo Montero, que se sumaron al bando rebelde. Luego asistió a la campaña del Ecuador y tomó parte en el bloqueo del Guayas (1858-1859). Fue ascendido a capitán de corbeta.
Ya como capitán de navío, luchó en el combate del Callao del 2 de mayo de 1866, desde el Arsenal y el Castillo de la Independencia, bajo las órdenes de Ignacio Mariátegui y Tellería. 
Permaneció indefinido entre 1870 y 1880, desempeñándose este último año como mayor de órdenes del Departamento. 
En 1880, durante la guerra del Pacífico, era jefe de la Batería la Merced en el Callao. En enero de 1881, tras la batalla de Miraflores, fue tomado prisionero por los chilenos, quienes poco después lo dejaron libre bajo palabra, siendo confinado en Lima.
En 1899 fue nombrado director de Marina. Su último cargo fue vocal de la Junta Superior de Marina (1901), pasando al retiro en febrero de 1902, por motivo de salud.